# Sông Benaize
Sông Benaize (tiếng Pháp: la Benaize) là một sông dài 79 km (49 mi) ở các tỉnh Creuse, Haute-Vienne, Vienne và Indre miền trung nước Pháp. Sông bắt nguồn gần La Souterraine. Nhìn chung sông chảy theo hướng tây bắc. Đây là nhánh trái của sông Anglin mà sông Benaize chảy vào ở phía nam của Saint-Hilaire-sur-Benaize.

## Các khu vực dân cư ven sông
Từ nguồn đến cửa sông có các khu vực dân cư sau: 
- Creuse: La Souterraine
- Haute-Vienne: Arnac-la-Poste
- Creuse: Vareilles
- Haute-Vienne: Saint-Sulpice-les-Feuilles, Mailhac-sur-Benaize, Cromac, Jouac, Saint-Martin-le-Mault
- Indre: Bonneuil, Tilly
- Haute-Vienne: Lussac-les-Églises
- Vienne: Coulonges, Brigueil-le-Chantre, Thollet La Trimouille Liglet
- Indre: Saint-Hilaire-sur-Benaize